# Vincent Coulibaly
Vincent Coulibaly (n. Keniera, Región de Kankan, República de Guinea, 16 de marzo de 1953) es un arzobispo católico guineano.
Cuando era joven, descubrió su vocación religiosa y eso le llevó a ingresar en el Seminario de la Diócesis de Kankan, donde realizó toda su formación eclesiástica.
El 28 de julio de 1979 fue ordenado como diácono por el por el obispo Jean B. Coudray, CSSp.
Finalmente el día 9 de mayo de 1981 fue ordenado sacerdote por el arzobispo Robert Sarah.
Tras años ejerciendo su ministerio pastoral, el 17 de noviembre de 1993 ascendió al episcopado cuando el papa Juan Pablo II le nombró Obispo de Kankan, en sucesión de Jean B. Coudray, CSSp.
Recibió la consagración episcopal el 12 de febrero de 1994 a manos de Robert Sarah en calidad de consagrante principal y como co-consagrantes tuvo al Obispo de Nzérékoré, Philippe Kourouma y al Obispo de Segú, Mori Julien-Marie Sidibé.
Posteriormente, el 6 de mayo de 2003, Juan Pablo II le nombra como nuevo Arzobispo Metropolitano de la Arquidiócesis de la capital del país, Conakri, sucediendo en el cargo a Robert Sarah.
Al mismo tiempo, en 2007 fue designado como nuevo Presidente de la Conferencia Episcopal de Guinea (CEG), en sucesión de Philippe Kourouma.